# Großer Preis der Niederlande 1958
Der Große Preis der Niederlande 1958 (offiziell VI Grote Prijs van Nederland) fand am 26. Mai auf dem Circuit Park Zandvoort in Zandvoort statt und war das dritte Rennen der Automobil-Weltmeisterschaft 1958.

## Bericht

### Hintergrund

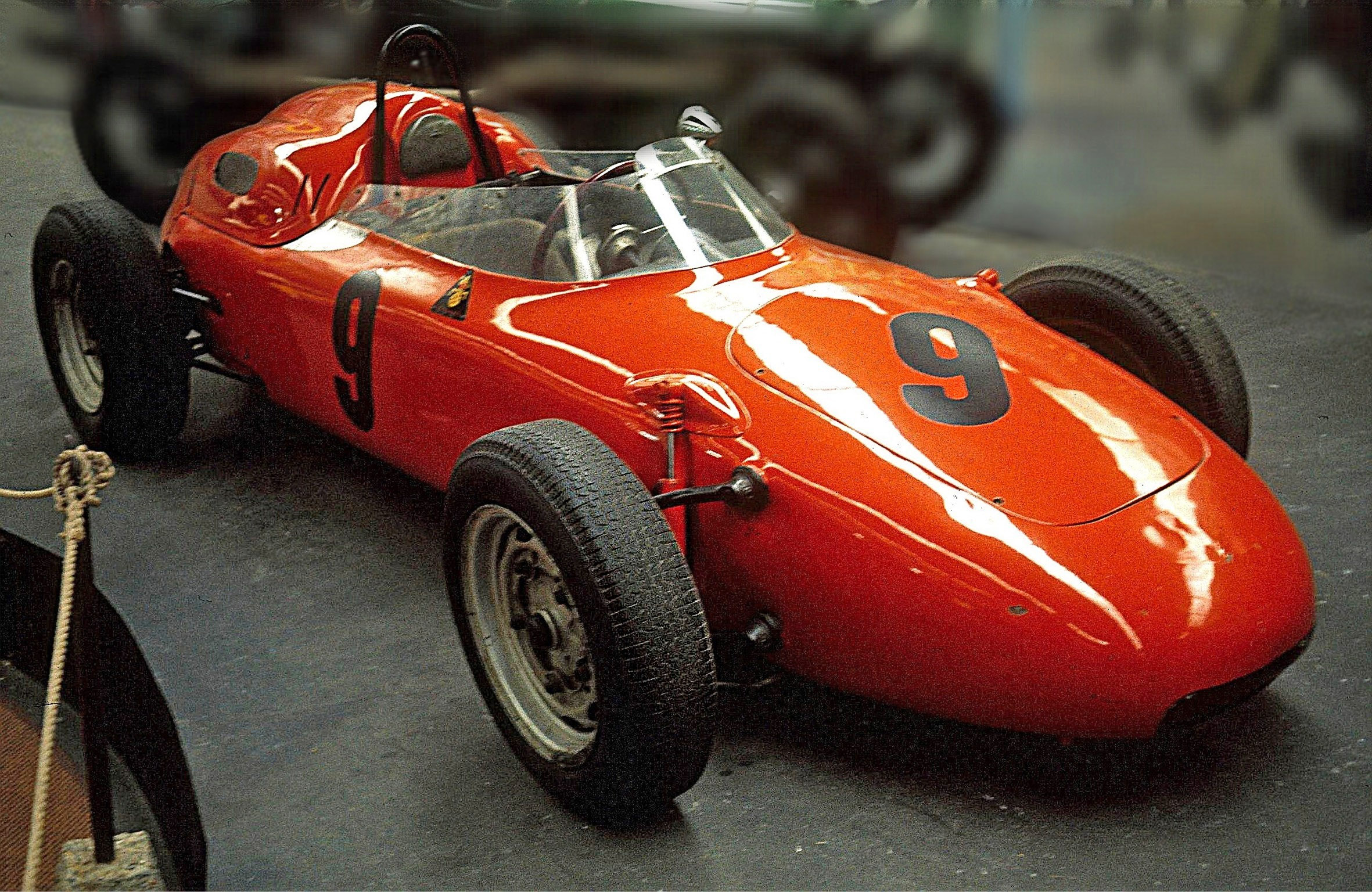
Porsche 718 im Museum von Leidschendam

Der Große Preis der Niederlande fand nach zwei Jahren wieder statt, es traten keine ehemaligen Sieger zum Rennen an. Den Großen Preis der Niederlande 1955 gewann Juan Manuel Fangio, der jedoch weiterhin pausierte und erst an einem Rennen der Formel-1-Saison 1958 teilgenommen hatte.
Die britischen Teams Vanwall, Cooper, B.R.M und Lotus traten mit jeweils unveränderten Fahrerpaarungen an. Auch das Rob Walker Racing Team, welches die ersten beiden Saisonrennen gewann, startete erneut mit einem Wagen für Maurice Trintignant. Ferrari verringerte die Anzahl der eingesetzten Wagen wieder auf drei und fuhr mit Mike Hawthorn, Luigi Musso und Peter Collins, wodurch Wolfgang Graf Berghe von Trips erneut pausierte. Mit Giorgio Scarlatti, Jo Bonnier, Masten Gregory und Horace Gould traten vier Fahrer mit privaten Maserati 250F zum Rennen an, wobei Gregory den Wagen von Gould nach dem Training übernahm.
Carel Godin de Beaufort startete erstmals in der Formel 1 mit einem privaten Porsche 718, nachdem er beim Großen Preis von Deutschland 1958 im Rahmen des Formel-2-Rennens für Porsche teilnahm. Zusammen mit dem Cooper T45 traten somit zwei unterschiedliche Wagen mit Heckmotor beim Rennen an.
In der Fahrerwertung führte Musso mit vier Punkten Vorsprung auf Stirling Moss und Trintignant, die jeweils ein Rennen gewannen. Die Konstrukteurswertung führte Cooper an, mit vier Punkten Vorsprung auf Ferrari.

### Training
Das Training zum Großen Preis der Niederlande 1958 wurde von Vanwall dominiert, die erneut alle drei Wagen auf den ersten drei Startplätzen qualifizierten. Stuart Lewis-Evans hatte etwas weniger als eine Sekunde Vorsprung auf Stirling Moss, der knapp vor Tony Brooks lag. Für Lewis-Evans war es die zweite und letzte Pole-Position seiner Karriere, er starb am Ende der Saison durch die Folgen der schweren Brandverletzungen, die er sich bei einem Unfall beim Großen Preis von Marokko 1958 zuzog.
Hinter den Vanwall qualifizierte sich Jean Behra im B.R.M. ebenfalls für die erste Startreihe, ihm fehlten nur drei Zehntelsekunden auf die Zeit von Brooks. Auf Platz fünf platzierte sich Jack Brabham im Cooper, ebenfalls nur knapp hinter Behra im Zeitenklassement, womit ein Dreikampf zwischen Vanwall, Cooper und B.R.M. fürs Rennen zu erwarten war.
Hawthorn qualifizierte sich als bester Ferrari-Fahrer auf Position sechs, seine Teamkollegen starteten von Platz zehn und zwölf. Harry Schell im zweiten B.R.M. erreichte Platz sieben vor dem Gewinner des vorangegangenen Rennens, Trintignant. Roy Salvadori im zweiten Cooper komplettierte die Top Zehn.
Lotus, die erst an ihrem zweiten Rennen teilnahmen, gingen von Platz elf und 13 ins Rennen, erneut war Cliff Allison schneller als Graham Hill. Gregory übernahm im Training den Wagen von Gould und wurde bestplatzierter Fahrer, derjenigen mit privaten Wagen auf Position 14, währenddessen der Porsche von Beaufort nicht konkurrenzfähig war und Beaufort sich somit nur auf dem letzten Startplatz der Startaufstellung qualifizierte.

### Rennen
Bereits am Start übernahm Moss die Führung des Rennens, Lewis-Evans positionierte sich hinter Moss auf Platz zwei. Schell, der von Platz sieben startete, machte die meisten Positionen beim Start gut und fuhr bis auf Platz drei vor. Brooks Wagen wurde im Heckbereich von einem anderen Wagen getroffen, somit war er gezwungen einige Runden später für eine Reparatur an die Box zu kommen, in Runde 13 schied Brooks dann aber mit einer gebrochenen Halbwelle aus. Den vierten Platz erbte somit Salvadori im Cooper. In Runde 16 folgte der zweite Ausfall des Rennens, Gregory stellte seinen Maserati mit einer defekten Kraftstoffpumpe ab.
In der zwölften Rennrunde überholte Schell Lewis-Evans und brachte den B.R.M. somit auf den zweiten Platz, allerdings hatte Moss seinen Vorsprung so weit ausgebaut, dass er bis zum Rennende nicht mehr einholbar war. Hinter Lewis-Evans überholte Schells Teamkollege Behra erst Hawthorn im Ferrari und anschließend Savadori. Der Ferrari war im Vergleich zur britischen Konkurrenz beim Großen Preis der Niederlande 1958 nicht konkurrenzfähig, Hawthorn hielt sich nur auf Position fünf, währenddessen sein Teamkollege Collins in Runde 32 mit Getriebeschaden ausschied. In Runde 41 schied Hill auch in seinem zweiten Rennen aus, da sein Wagen überhitzte, Lewis-Evans folgte vier Runden später mit einem Motorschaden, wodurch Behra den dritten Platz übernahm. Somit setzte Vanwall die hohe Ausfallquote seiner Wagen fort, Moss blieb in diesem Rennen von technischen Defekten jedoch verschont. Ein weiterer Ausfall fand in Runde 50 statt, Scarlatti stellte seinen Maserati ebenfalls mit einer gebrochenen Halbwelle ab.
Moss gewann sein zweites Saisonrennen, für Vanwall war es der erste Sieg in der Formel-1-Saison, da Moss das Auftaktrennen auf Cooper gewann. B.R.M. fuhr mit Platz zwei von Schell und Platz drei von Behra das bis dahin beste Rennergebnis ihrer Geschichte ein, für beide Fahrer war es allerdings die jeweils letzte Podestplatzierung ihrer Formel-1-Karrieren. Auf Platz vier kam Salvadori ins Ziel, der weitere Punkte für Cooper erzielte, einziger nicht-britischer Wagen in den Punkterängen war Hawthorn im Ferrari auf Position fünf. Den Punkt für die schnellste Rennrunde erhielt Moss.
Da der Führende in der Fahrerwertung, Musso, im Rennen nur Siebter hinter Allison im Lotus wurde und somit keine Punkte erzielte, übernahm Moss die Führung in der Fahrerwertung mit fünf Punkten Vorsprung. Schell lag nach dem Rennen auf Position vier mit gleicher Punktzahl wie der Drittplatzierte Trintignant. In der Konstrukteurswertung baute Cooper den Vorsprung auf Ferrari um einen Punkt auf fünf Punkte aus, Vanwall holte die ersten Saisonpunkte und lag punktgleich mit B.R.M. auf Platz drei.

## Meldeliste
| Team                     | Nr. | Fahrer                  | Chassis            | Motor           | Reifen |
| ------------------------ | --- | ----------------------- | ------------------ | --------------- | ------ |
| Vandervell Products Ltd  | 01  | Stirling Moss           | Vanwall VW57       | Vanwall 2.5 L4  | D      |
| Vandervell Products Ltd  | 02  | Tony Brooks             | Vanwall VW57       | Vanwall 2.5 L4  | D      |
| Vandervell Products Ltd  | 03  | Stuart Lewis-Evans      | Vanwall VW57       | Vanwall 2.5 L4  | D      |
| Scuderia Ferrari         | 04  | Peter Collins           | Ferrari Dino 246F1 | Ferrari 2.4 V6  | E      |
| Scuderia Ferrari         | 05  | Mike Hawthorn           | Ferrari Dino 246F1 | Ferrari 2.4 V6  | E      |
| Scuderia Ferrari         | 06  | Luigi Musso             | Ferrari Dino 246F1 | Ferrari 2.4 V6  | E      |
| Cooper Car Company       | 07  | Roy Salvadori           | Cooper T45         | Climax 2.2 L4   | D      |
| Cooper Car Company       | 08  | Jack Brabham            | Cooper T45         | Climax 2.0 L4   | D      |
| RRC Walker Racing Team   | 09  | Maurice Trintignant     | Cooper T45         | Climax 2.0 L4   | D      |
| Giorgio Scarlatti        | 10  | Giorgio Scarlatti       | Maserati 250F      | Maserati 2.5 L6 | P      |
| Jo Bonnier               | 11  | Jo Bonnier              | Maserati 250F      | Maserati 2.5 L6 | P      |
| HH Gould                 | 12  | Masten Gregory          | Connaught Type B   | Maserati 2.5 L6 | P      |
| HH Gould                 | 12  | Horace Gould            | Connaught Type B   | Maserati 2.5 L6 | D      |
| Owen Racing Organisation | 14  | Jean Behra              | BRM P25            | BRM 2.5 L4      | D      |
| Owen Racing Organisation | 15  | Harry Schell            | BRM P25            | BRM 2.5 L4      | D      |
| Team Lotus               | 16  | Graham Hill             | Lotus 12           | Climax 2.0 L4   | D      |
| Team Lotus               | 17  | Cliff Allison           | Lotus 12           | Climax 2.2 L4   | D      |
| Ecurie Maarsbergen       | 18  | Carel Godin de Beaufort | Porsche 718        | Porsche 1.5 B4  | D      |

Anmerkungen
1. 1 2  Beide Fahrer fuhren den Wagen im Training, Gregory fuhr das Rennen.

## Klassifikationen

### Qualifying
| Pos. | Fahrer                  | Konstrukteur  | Zeit   | Start |
| ---- | ----------------------- | ------------- | ------ | ----- |
| 01   | Stuart Lewis-Evans      | Vanwall       | 1:37,1 | 01    |
| 02   | Stirling Moss           | Vanwall       | 1:38,0 | 02    |
| 03   | Tony Brooks             | Vanwall       | 1:38,1 | 03    |
| 04   | Jean Behra              | B.R.M.        | 1:38,4 | 04    |
| 05   | Jack Brabham            | Cooper-Climax | 1:38,5 | 05    |
| 06   | Mike Hawthorn           | Ferrari       | 1:39,1 | 06    |
| 07   | Harry Schell            | B.R.M.        | 1:39,2 | 07    |
| 08   | Maurice Trintignant     | Cooper-Climax | 1:39,2 | 08    |
| 09   | Roy Salvadori           | Cooper-Climax | 1:39,2 | 09    |
| 10   | Peter Collins           | Ferrari       | 1:39,3 | 10    |
| 11   | Cliff Allison           | Lotus-Climax  | 1:39,4 | 11    |
| 12   | Luigi Musso             | Ferrari       | 1:39,5 | 12    |
| 13   | Graham Hill             | Lotus-Climax  | 1:39,8 | 13    |
| 14   | Masten Gregory          | Maserati      | 1:42,0 | 14    |
| 15   | Jo Bonnier              | Maserati      | 1:42,3 | 15    |
| 16   | Giorgio Scarlatti       | Maserati      | 1:44,6 | 16    |
| 17   | Carel Godin de Beaufort | Porsche       | 1:46,7 | 17    |

### Rennen
| Pos. | Fahrer                  | Konstrukteur  | Runden | Stopps | Zeit       | Start | Schnellste Runde |
| ---- | ----------------------- | ------------- | ------ | ------ | ---------- | ----- | ---------------- |
| 01   | Stirling Moss           | Vanwall       | 75     |        | 2:04:49,2  | 02    | 1:37,6           |
| 02   | Harry Schell            | B.R.M.        | 75     |        | + 47,9     | 07    |                  |
| 03   | Jean Behra              | B.R.M.        | 75     |        | + 1:42,0   | 04    |                  |
| 04   | Roy Salvadori           | Cooper-Climax | 74     |        | + 1 Runde  | 09    |                  |
| 05   | Mike Hawthorn           | Ferrari       | 74     |        | + 1 Runde  | 06    |                  |
| 06   | Cliff Allison           | Lotus-Climax  | 73     |        | + 2 Runden | 11    |                  |
| 07   | Luigi Musso             | Ferrari       | 73     |        | + 2 Runden | 12    |                  |
| 08   | Jack Brabham            | Cooper-Climax | 73     |        | + 2 Runden | 05    |                  |
| 09   | Maurice Trintignant     | Cooper-Climax | 72     |        | + 3 Runden | 08    |                  |
| 10   | Jo Bonnier              | Maserati      | 71     |        | + 4 Runden | 15    |                  |
| 11   | Carel Godin de Beaufort | Porsche       | 69     |        | + 6 Runden | 17    |                  |
| –    | Giorgio Scarlatti       | Maserati      | 50     |        | DNF        | 16    |                  |
| –    | Stuart Lewis-Evans      | Vanwall       | 45     |        | DNF        | 01    |                  |
| –    | Graham Hill             | Lotus-Climax  | 41     |        | DNF        | 13    |                  |
| –    | Peter Collins           | Ferrari       | 32     |        | DNF        | 10    |                  |
| –    | Masten Gregory          | Vanwall       | 16     |        | DNF        | 14    |                  |
| –    | Tony Brooks             | B.R.M.        | 13     |        | DNF        | 03    |                  |
| DNS  | Horace Gould            | Maserati      | –      | –      | –          | –     | –                |

## WM-Stand nach dem Rennen
Die ersten fünf des Rennens bekamen 8, 6, 4, 3, 2 Punkte. Der Fahrer mit der schnellsten Rennrunde erhielt zusätzlich 1 Punkt. Es zählten nur die sechs besten Ergebnisse aus elf Rennen. In der Konstrukteurswertung zählten nur die Punkte des bestplatzierten Fahrers.

### Fahrerwertung
| Pos. | Fahrer              | Konstrukteur            | Punkte |
| ---- | ------------------- | ----------------------- | ------ |
| 01   | Stirling Moss       | Cooper-Climax / Vanwall | 17     |
| 02   | Luigi Musso         | Ferrari                 | 12     |
| 03   | Maurice Trintignant | Cooper-Climax           | 8      |
| 04   | Harry Schell        | Maserati / B.R.M.       | 8      |
| 05   | Mike Hawthorn       | Ferrari                 | 7      |
| 06   | Jean Behra          | Maserati / B.R.M.       | 6      |
| 07   | Peter Collins       | Ferrari                 | 4      |
| 08   | Juan Manuel Fangio  | Maserati                | 4      |
| 09   | Jack Brabham        | Maserati                | 3      |
| 10   | Roy Salvadori       | Cooper-Climax           | 3      |
| 11   | Carlos Menditéguy   | Maserati                | 0      |

| Pos. | Fahrer                         | Konstrukteur | Punkte |
| ---- | ------------------------------ | ------------ | ------ |
| 12   | Cliff Allison                  | Lotus-Climax | 0      |
| 13   | Paco Godia                     | Maserati     | 0      |
| 14   | Horace Gould                   | Maserati     | 0      |
| 15   | Jo Bonnier                     | Maserati     | 0      |
| 16   | Carel Godin de Beaufort        | Porsche      | 0      |
| –    | Wolfgang Graf Berghe von Trips | Ferrari      | 0      |
| –    | Graham Hill                    | Lotus-Climax | 0      |
| –    | Giorgio Scarlatti              | Maserati     | 0      |
| –    | Masten Gregory                 | Vanwall      | 0      |
| –    | Tony Brooks                    | Vanwall      | 0      |
| –    | Stuart Lewis-Evans             | Vanwall      | 0      |

### Konstrukteurswertung
| Pos. | Konstrukteur  | Punkte |
| ---- | ------------- | ------ |
| 01   | Cooper-Climax | 19     |
| 02   | Ferrari       | 14     |
| 03   | B.R.M.        | 8      |
| 04   | Vanwall       | 8      |

| Pos. | Konstrukteur | Punkte |
| ---- | ------------ | ------ |
| 05   | Maserati     | 3      |
| 06   | Lotus-Climax | 0      |
| 07   | Porsche      | 0      |